# Jean Salomon Simon
Jean Salomon Julien Simon (Parigi, 5 giugno 1908 – Hoogeveen, 11 aprile 1945) è stato un militare francese, paracadutista dello Special Air Service britannico nel corso della seconda guerra mondiale, decorato con l'Ordre de la Libération..

## Biografia
Nacque a Parigi il 5 giugno 1908. Diplomatosi alla Scuola di scienze politiche, entrò come EOR all'École spéciale militaire de Saint-Cyr nel 1929 uscendone l'anno successivi per prestare servizio militare di leva presso il 16º Reggimento tirailleurs senegalesi (16e RTS) come sottotenente della riserva.
Al termine del servizio militare partì per l'Indocina francese come amministratore civile di seconda classe. Nel 1934 si sposò con la signorina Rita Ducos, di origini franco-tonchinesi, ma la coppia divorziò poco tempo dopo.
Allo scoppio della seconda guerra mondiale, nel settembre 1939, fu mobilitato presso il 10º Reggimento misto di fanteria coloniale (10e RMIC). Venuto a conoscenza della firma dell'armistizio di Compiègne, trovò la cosa disonorevole, e decise di rispondere all'appello lanciato alla radio dal generale Charles de Gaulle il 18 giugno 1940. Il 16 aprile 1941 fu posto in congedo non retribuito e lasciò l'Indocina per unirsi alle forze francesi libere a Shanghai il mese successivo.
Assegnato al Battaglione di marcia No. 1 (BM 1) nel Levante nel settembre dello stesso anno, passò poi allo Stato Maggiore Generale dell'FFL nel Levante nel gennaio 1942, e infine si unì al gruppo "Appert" nel Somaliland. Stranamente il governo di Vichy lo insignì, il 23 ottobre 1942, dell'Ordine reale della Cambogia e del titolo di Cavaliere Ordine del Milione di Elefanti e del Parasole Bianco del Laos. 
Alla fine della campagna di Libia, ritornò in Inghilterra e si unì ai paracadutisti nel giugno 1943. Integrato nello Special Air Service (SAS) con il grado di capitano, fece parte della direzione del 1º Battaglione di fanteria dell'aria (1° BIA) a Camberley. Fu poi assegnato, al momento della sua costituzione, al 3º Battaglione di fanteria dell'aria che nel luglio 1944 divenne il 3º Reggimento cacciatori paracadutisti (3° RCP).
Nella notte tra il 2 e il 3 agosto 1944 venne paracadutato a Vienne come comandante del gruppo "Mose" e combatté per due mesi dietro le linee nemiche sull'asse Montauban-Brive-Limoges, distruggendo e ostacolando i convogli e i distaccamenti tedeschi. Responsabile di ritardare la ritirata tedesca verso occidente, il 29 agosto fece saltare in aria il ponte di Lésigny con il suo distaccamento e incanalò le colonne nemiche su un'unica strada.
Il 1º settembre, mentre era in ricognizione a Lesigny su una jeep con altri quattro ufficiali, attaccò e catturò un camion tedesco che trasportava materiale molto importante, uccidendo 27 nemici nello scontro. Il 4 settembre, durante lo combattimento a Coussay-les-Bois, distrusse personalmente un'auto tedesca con i suoi occupanti. Più tardi, nella Loira inferiore, inseguì con il suo gruppo gli elementi nemici nella sacca di Saint-Brevin-les-Pins-Pornic con ottimi risultati e poche perdite.
Informò inoltre il comando Alleato, permettendo così di sottoporre il nemico a forti bombardamenti aerei, così violenti, che il generale tedesco Elster si arrese agli americani a Issoudun il 10 settembre 1944, con 19.000 uomini. Egli fu presenta durante la resa delle truppe nemiche.
Dopo la liberazione della regione, il SAS tornò in Gran Bretagna in attesa della prossima missione operativa. Nominato comandante nel dicembre 1944, partecipò successivamente alla campagna per la liberazione dei Paesi Bassi.
Nella notte tra il 7 e l'8 aprile 1945, nella regione del Drenthe, si lanciò con il paracadute con un gruppo di sette uomini con i quali effettuò varie missioni di sabotaggio e imboscate contro le truppe nemiche.
Cadde in combattimento a Hoogeveen l'11 aprile 1945, insieme al suo mitragliere, opponendosi a un contrattacco nemico. Venne sepolto nel locale cimitero.